# Ворота (село)
Ворота́  (Большие Ворота) — село в Республике Хакасия, центр Воротского сельсовета.

## География
Село расположено в гористой местности, в 124 км от Абакана, в 42 км  от районного центра села Шира. По середине села протекает ручей по-хакасски Аасчуль (Аас Чулы), что в переводе на русский означает Проходной Ручей.
уличная сеть
Улицы
Восточная, Гагарина, Молодежная, Первомайская, Первомайский, Советская, Солнечная, Торговый, Трактовая, Целинная, Школьная

## История
Посёлок Ворота был основан в 1930 году. В 1965 году организован совхоз «Ворота», ныне – ООО «Восток». 

## Название
Село Ворота (другое Название ) находится в Ширинском районе Республики Хакасия, в ста двадцати четырех километрах от столицы Республики Хакасии города Абакана и в сорока двух километрах от Шира.  Название села на хакасском языке звучит как «Аас аал»

## Население
| 2002 | 2010 | 2012 | 2013 | 2014 | 2015 | 2016 |
| ---- | ---- | ---- | ---- | ---- | ---- | ---- |
| 747  | ↘512 | →512 | ↗532 | ↘522 | ↘494 | ↘491 |
| 2017 | 2018 | 2019 | 2020 | 2021 |      |      |
| ↘472 | ↗475 | ↘474 | ↘462 | ↘403 |      |      |

## Известные жители
Российская регбистка Елена Викторовна Ворошилова родилась 22 мая 1990 года в селе Большие Ворота.

## Инфраструктура
Село находится между горами. Иногда весной, когда вода стекает с гор, рядом с селом образуется небольшое озеро, которое жители называют Озериной

## Экономика
Основное направление деятельности  – сельское хозяйство (возделывание зерновых культур, разведение лошадей, коров, нетелей).